# Onomastik
Onomastik eller namnforskning eller med en äldre term onomatologi är det vetenskapliga studiet av egennamn och deras ursprung. Onomastiken sönderfaller i huvudsak i forskning om ortnamn och i forskning om personnamn.